# Liste der Nummer-eins-Hits in Kanada (1973)
Diese Liste enthält alle Nummer-eins-Hits in Kanada im Jahr 1973. Es gab in diesem Jahr 28 Nummer-eins-Singles.
| Singles | Alben |
| --- | ----- |
| - Helen Reddy – I Am Woman - 3 Wochen (16. Dezember 1972 – 5. Januar 1973) - Gilbert O’Sullivan – Clair - 3 Wochen (6. Januar – 26. Januar) - Carly Simon – You're So Vain - 1 Woche (27. Januar – 2. Februar) - Edward Bear – Last Song - 2 Wochen (3. Februar – 16. Februar) - Elton John – Crocodile Rock - 4 Wochen (17. Februar – 16. März) - Anne Murray – Danny's Song - 2 Wochen (17. März – 30. März) - Roberta Flack – Killing Me Softly with His Song - 3 Wochen (31. März – 20. April) - Dawn – Tie a Yellow Ribbon Round the Ole Oak Tree - 2 Wochen (21. April – 4. Mai) - Vicki Lawrence – The Night the Lights Went Out in Georgia - 1 Woche (5. Mai – 11. Mai) - Keith Hampshire – The First Cut Is the Deepest - 1 Woche (12. Mai – 18. Mai) - War – The Cisco Kid - 1 Woche (19. Mai – 25. Mai) - The Sweet – Little Willy - 1 Woche (26. Mai – 1. Juni) - Elton John – Daniel - 2 Wochen (2. Juni – 15. Juni) - Edgar Winter – Frankenstein - 1 Woche (16. Juni – 22. Juni) - Clint Holmes – Playground in My Mind - 2 Wochen (23. Juni – 13. Juli) - Billy Preston – dgar Winter - 1 Woche (14. Juli – 20. Juli) - Carpenters – Yesterday Once More - 1 Woche (21. Juli – 27. Juli) - Jim Croce – Bad, Bad Leroy Brown - 1 Woche (28. Juli – 3. August) - Bobby "Boris" Pickett – Monster Mash - 3 Wochen (4. August – 24. August) - Stories – Brother Louie - 3 Wochen (25. August – 14. September) - Helen Reddy – Delta Dawn - 3 Wochen (15. September – 5. Oktober) - Cher – Half-Breed - 1 Woche (6. Oktober – 12. Oktober) - The Rolling Stones – Angie - 5 Wochen (13. Oktober – 16. November) - Gary and Dave – Could You Ever Love Me Again - 1 Woche (17. November – 23. November) - Ringo Starr – Photograph - 2 Wochen (24. November – 7. Dezember) - Carpenters – Top of the World - 2 Wochen (8. Dezember – 21. Dezember) - Elton John – Goodbye Yellow Brick Road - 1 Woche (22. Dezember – 28. Dezember) - Charlie Rich – The Most Beautiful Girl in the World - 2 Wochen (29. Dezember 1973 – 11. Januar 1974) |       |